# SNRPD3
SNRPD3‏ (Small nuclear ribonucleoprotein D3 polypeptide) هوَ بروتين يُشَفر بواسطة جين SNRPD3 في الإنسان.